# Coupe du monde d'escalade de 2004
Navigation
15e édition 17e édition
La coupe du monde d'escalade 2004 est la 16e coupe du monde d'escalade. Elle s'est tenue du 2 avril au 21 novembre 2004. Elle comporte neuf épreuves de difficulté, six de bloc et trois de vitesse. La coupe du monde de difficulté est remportée par Tomás Mrázek et Angela Eiter, la coupe de bloc est remportée par Daniel Du Lac et Sandrine Levet, et la coupe de vitesse est remportée par Sergueï Sinitsyne et Tatiana Ruyga.

## Classement général
| Catégories | Or                 | Or         | Argent                 | Argent     | Bronze                | Bronze     |
| ---------- | ------------------ | ---------- | ---------------------- | ---------- | --------------------- | ---------- |
| Difficulté | Tomás Mrázek       | 560 points | Alexandre Chabot       | 516 points | Flavio Crespi         | 333 points |
| Difficulté | Angela Eiter       | 535 points | Muriel Sarkany         | 525 points | Alexandra Eyer        | 364 points |
| Bloc       | Daniel Du Lac      | 388 points | Kilian Fischhuber      | 331 points | Jérôme Meyer          | 305 points |
| Bloc       | Sandrine Levet (4) | 500 points | Olga Bibik             | 359 points | Yulia Abramchuk       | 331 points |
| Vitesse    | Sergei Sinitcyn    | 245 points | Evgenii Vaitsekhovskii | 202 points | Alexander Peshekhonov | 197 points |
| Vitesse    | Tatiana Ruyga      | 255 points | Anna Stenkovaya        | 235 points | Agung Ethi Hendrawati | 182 points |
| Combiné    | Kilian Fischhuber  | 454 points | Flavio Crespi          | 340 points | Tomasz Oleksy         | 328 points |
| Combiné    | Sandrine Levet (4) | 719 points | Jenny Lavarda          | 481 points | Alexandra Eyer        | 352 points |

## Étapes
La coupe du monde d'escalade 2004 s'est déroulée du 2 avril au 21 novembre 2004, repartie en seize étapes comprenant une ou deux disciplines.
| Dates                               | Lieu                   | Difficulté | Bloc     | Vitesse  |
| ----------------------------------- | ---------------------- | ---------- | -------- | -------- |
| 2 avril 2004-4 avril 2004           | Birmingham             | -          | X        | -        |
| 16 avril 2004-17 avril 2004         | Erlangen               | -          | X        | -        |
| 23 avril 2004-25 avril 2004         | Puurs                  | X          | -        | -        |
| 29 mai 2004-30 mai 2004             | Imst                   | X          | -        | -        |
| 16 juin 2004-20 juin 2004           | Fiera di Primiero      | -          | X        | -        |
| 12 juillet 2004-13 juillet 2004     | Chamonix               | X          | -        | X        |
| 17 juillet 2004-18 juillet 2004     | Val Daone              | -          | -        | X        |
| 29 juillet 2004-30 juillet 2004     | L'Argentière-la-Bessée | -          | X        | -        |
| 19 août 2004-21 août 2004           | Bardonecchia           | -          | X        | -        |
| 18 septembre 2004-19 septembre 2004 | Marbella               | X          | -        | -        |
| 24 septembre 2004-26 septembre 2004 | Huzou                  | -          | X        | -        |
| 2 octobre 2004-3 octobre 2004       | Shanghai               | X          | -        | X        |
| 22 octobre 2004-23 octobre 2004     | Aprica                 | X          | -        | -        |
| 29 octobre 2004-30 octobre 2004     | Valence                | X          | -        | -        |
| 12 novembre 2004-13 novembre 2004   | Brno                   | X          | -        | -        |
| 20 novembre 2004-21 novembre 2004   | Kranj                  | X          | -        | -        |
| Total : 16 étapes                   |                        | 9 étapes   | 6 étapes | 3 étapes |

## Podiums des étapes

### Difficulté

#### Hommes
| Étapes       | Lieu                      | Or                    | Argent               | Bronze                 |
| ------------ | ------------------------- | --------------------- | -------------------- | ---------------------- |
| 23 avril     | Puurs (Belgique)          | Tomás Mrázek (3)      | Cédric Lachat        | François Auclair       |
| 29 mai       | Imst (Autriche)           | Alexandre Chabot (16) | Tomás Mrázek         | Cédric Lachat          |
| 12 juillet   | Chamonix (France)         | Alexandre Chabot (17) | Tomás Mrázek         | Sylvain Millet         |
| 18 septembre | Marbella (Espagne)        | Tomás Mrázek (4)      | Gérome Pouvreau      | Paxti Usobiaga Lakunza |
| 2 octobre    | Shanghai (Chine)          | Tomás Mrázek (5)      | Maksym Petrenko      | Paxti Usobiaga Lakunza |
| 22 octobre   | Aprica (Italie)           | Alexandre Chabot (18) | Tomás Mrázek         | Maksym Petrenko        |
| 29 octobre   | Valence (France)          | Alexandre Chabot (19) | Christian Bindhammer | Tomás Mrázek           |
| 12 novembre  | Brno (République Tchèque) | Flavio Crespi         | Tomás Mrázek         | Alexandre Chabot       |
| 20 novembre  | Kranj (Slovénie)          | Tomás Mrázek (6)      | Evgeny Ovchinnikov   | Jorg Verhoeven         |

#### Femmes
| Étapes       | Lieu                      | Or                  | Argent                             | Bronze                     |
| ------------ | ------------------------- | ------------------- | ---------------------------------- | -------------------------- |
| 23 avril     | Puurs (Belgique)          | Natalija Gros       | Muriel Sarkany                     | Jenny Lavarda              |
| 29 mai       | Imst (Autriche)           | Angela Eiter (3)    | Bettina Schöpf                     | Muriel Sarkany             |
| 12 juillet   | Chamonix (France)         | Muriel Sarkany (18) | Angela Eiter                       | Alexandra Eyer             |
| 18 septembre | Marbella (Espagne)        | Muriel Sarkany (19) | Martina Cufar                      | Barbara Bacher             |
| 2 octobre    | Shanghai (Chine)          | Angela Eiter (4)    | Muriel Sarkany Caroline Ciavaldini | -                          |
| 22 octobre   | Aprica (Italie)           | Angela Eiter (5)    | Bettina Schöpf                     | Alexandra Eyer             |
| 29 octobre   | Valence (France)          | Muriel Sarkany (20) | Caroline Ciavaldini Martina Cufar  | -                          |
| 12 novembre  | Brno (République Tchèque) | Alexandra Eyer      | Olga Shalagina                     | Maja Vidmar                |
| 20 novembre  | Kranj (Slovénie)          | Angela Eiter (6)    | Natalija Gros                      | Maja Vidmar Sandrine Levet |

### Bloc

#### Hommes
| Étapes       | Lieu                            | Or                    | Argent            | Bronze           |
| ------------ | ------------------------------- | --------------------- | ----------------- | ---------------- |
| 2 avril      | Birmingham (Grande-Bretagne)    | Daniel Du Lac (2)     | Kilian Fischhuber | Gareth Parry     |
| 16 avril     | Erlangen (Allemagne)            | Kilian Fischhuber     | Jérôme Meyer      | Ludovic Laurence |
| 18 juin      | Fiera di Primiero (Italie)      | Kilian Fischhuber (2) | Daniel Du Lac     | Julien Meral     |
| 29 juillet   | L'Argentière-la-Bessée (France) | Stéphane Julien (2)   | Christian Core    | Daniel Du Lac    |
| 19 août      | Bardonecchia (Italie)           | Daniel Du Lac (3)     | Matthias Müller   | Loïc Gaidioz     |
| 24 septembre | Huzou (Chine)                   | Jérôme Meyer (7)      | Salavat Rakhmetov | Tomasz Oleksy    |

#### Femmes
| Étapes       | Lieu                            | Or                  | Argent           | Bronze          |
| ------------ | ------------------------------- | ------------------- | ---------------- | --------------- |
| 2 avril      | Birmingham (Grande-Bretagne)    | Sandrine Levet (11) | Olga Bibik       | Jenny Lavarda   |
| 16 avril     | Erlangen (Allemagne)            | Sandrine Levet (12) | Yulia Abramchuk  | Jenny Lavarda   |
| 18 juin      | Fiera di Primiero (Italie)      | Sandrine Levet (13) | Olga Bibik       | Émilie Abgrall  |
| 29 juillet   | L'Argentière-la-Bessée (France) | Olga Bibik (2)      | Juliette Danion  | Sandrine Levet  |
| 19 août      | Bardonecchia (Italie)           | Sandrine Levet (14) | Giulia Giammarco | Yulia Abramchuk |
| 24 septembre | Huzou (Chine)                   | Sandrine Levet (15) | Yulia Abramchuk  | Olga Bibik      |

### Vitesse

#### Hommes
| Étapes     | Lieu               | Or                     | Argent                | Bronze                 |
| ---------- | ------------------ | ---------------------- | --------------------- | ---------------------- |
| 12 juillet | Chamonix (France)  | Evgenii Vaitsekhovskii | Alexander Peshekhonov | Sergei Sinitcyn        |
| 17 juillet | Val Daone (Italie) | Sergei Sinitcyn (2)    | Alexander Peshekhonov | Maksym Styenkovyy      |
| 2 octobre  | Shanghai (Chine)   | Xiaojie Chen           | Sergei Sinitcyn       | Evgenii Vaitsekhovskii |

#### Femmes
| Étapes     | Lieu               | Or                  | Argent                | Bronze                |
| ---------- | ------------------ | ------------------- | --------------------- | --------------------- |
| 12 juillet | Chamonix (France)  | Tatiana Ruyga       | Anna Stenkovaya       | Valentina Yurina      |
| 17 juillet | Val Daone (Italie) | Tatiana Ruyga (2)   | Agung Ethi Hendrawati | Valentina Yurina      |
| 2 octobre  | Shanghai (Chine)   | Anna Stenkovaya (3) | Evi Neliwati          | Agung Ethi Hendrawati |